# كهف الرطوبة
كهف الرطوبة أو كهف جيكو هو كهف يقع في هضبة الصمان الواقعة في السعودية. يبلغ طول الكهف 203 م، ويتراوح ارتفاعه ما بين 66 سم و5 م، وتوجد به غرف وممرات يتراوح عرضها ما بين 50 سم و17 م. تبلغ درجة الحرارة داخل الكهف 25 درجة مئوية، ونسبة الرطوبة 66%. وعلى بعد 115 متراً من المداخل تنخفض الحرارة إلى 21 درجة مئوية، وترتفع نسبة الرطوبة إلى 97%. وتظهر على جدران الكهف وسقوفه مجموعة من أنابيب الصودا وتكوينات شفافة وتراكيب وأحجار انسيابية، بالإضافة إلى وجود رواسب من مسحوق الجبس الأبيض الناعم.

## نبذة
تم اكتشاف كهف الرطوبة في ثمانينيات القرن العشرين من قِبل جيولوجي نمساوي وعلماء كهوف من جامعة الملك فهد للبترول والمعادن، ويبلغ طول الجزء الذي قامت هيئة المساحة الجيولوجية السعودية بمسحه 92 م، ويتراوح عرض ممراته وحجراته ما بين 1 م و10 م. ويتراوح ارتفاع الكهف ما بين 70 سم و5.4 م. وتصل درجة الحرارة داخل الكهف إلى 21 دجة مئوية، ونسبة الرطوبة 70%. وتُغطَّي أرضية الكهف أحجار جيرية وشرائح هشة كانت قد تكونت بشكل عشوائي، ويبلغ طولها نحو 5 م. كما توجد في بعض أجزاء الكهف هوابط وصواعد وتكوينات ساترة يبلغ طولها نحو 70 سم.